# Uragan (rakieta nośna)
Energia II (ros. Энергия 2) bądź Uragan (Ураган) – planowana, lecz nigdy nie zbudowana, modyfikacja rakiety Energia zdolna do całkowitego ponownego użycia. Części tej rakiety nie różniły się osiągami od normalnej wersji Energii, jednak mogły lądować na konwencjonalnych lotniskach (zarówno stopień główny, jak i dopalacze).